# Indolpium loyolae
Indolpium loyolae är en spindeldjursart som först beskrevs av E.N. Murthy 1961.  Indolpium loyolae ingår i släktet Indolpium och familjen Olpiidae. Inga underarter finns listade i Catalogue of Life.